# Robert Horsch
Robert Horsch (* 7. Juni 1959 in Zewen, heute Trier) ist ein ehemaliger deutscher Tischtennisspieler und Sportlehrer.

## Biographie
Robert Horsch studierte Sport und Geographie an der Johannes-Gutenberg-Universität Mainz und legte sein Zweites Staatsexamen für das Lehramt an Gymnasien am Staatlichen Studienseminar Trier ab. Seither unterrichtet er am Auguste-Viktoria-Gymnasium in Trier Sport und Erdkunde.
Horsch spielte in der Schüler-, Jugend-, Juniorennationalmannschaft und war von 1976 bis 1981 Mitglied des A-/B-Kaders der deutschen Nationalmannschaft. So kam er 1975 im Länderspiel gegen Italien (1 Sieg,2 Niederlagen), 1977 in Helsinki im Länderspiel gegen Finnland (Siegpunkt) und im April 1977 in Siehrshahn im Länderspiel gegen Indien zum Einsatz. Bei der Deutschen Meisterschaft 1977 holte er Bronze im Einzel. Er spielte in der 1. Bundesliga für die Vereine SSV Heinzelmann Reutlingen, Eintracht Frankfurt und TTC Zugbrücke Grenzau. 1979/80 und 1983/84 war er bester Bundesligaspieler auf seiner Position.
2005 folgte die Promotion zum Dr. Public Health an der Universität Bremen. Robert Horsch ist Autor von Sportbüchern. Ehrenamtlich ist er in der Organisationsleitung Tischtennis bei Jugend trainiert für Olympia und ehemals (seit Juli 1998) als Hochschulbeauftragter des Deutschen Tischtennis-Bundes (DTTB) tätig. Er war Tischtennistrainer in Deutschland und Luxemburg. Robert Horsch ist Studiendirektor und Regionaler Fachberater Sport in Rheinland-Pfalz. Er ist als Dozent für das Pädagogische Landesinstitut Rheinland-Pfalz in der Lehreraus- und -fortbildung tätig.

## Vereine
- 1970–1978: TTC Grün-Weiß Zewen
- 1978–1979: SSV Heinzelmann Reutlingen (1. BL)
- 1979–1981: Eintracht Frankfurt (1. BL)
- 1981–1985: TTC Zugbrücke Grenzau (1. BL)
- 1985–1988: TTSG Wittlich (2. BL)
- 1989–1989: TTV Nierstein (2. BL)
- 1989–1992: TTC Gelb-Rot Trier
- 1994–2001: DTC Mertert (Luxemburg)

## Erfolge
- Bronzemedaille bei den Deutschen Meisterschaften im Herren-Einzel 1977 in Berlin
- Top-Ten-Platzierung (8. Platz) Deutsche Endrangliste 1977
- Bronzemedaille bei den Italian Open Championships 1979 im Herren-Einzel in Reggio Emilia
- Goldmedaille (Doppel) und Bronze (Einzel) 1975 in Italien/Bordighera
- WM-Dritter (Mannschaft) bei den World Student Championships 1980 in Teesside (Großbritannien)
- DM-Siebter Doppel 1980
- Deutscher Jugendvizemeister im Einzel 1976
- DM-Dritter Jungen Doppel 1976
- Deutscher Juniorenvizemeister (Rangliste) 1976
- Deutscher Juniorenvizemeister (Rangliste) 1977
- Teilnahme an zwei Jugend-Europameisterschaften 1975 (Zagreb) und 1976 (Wien):
- EM-Fünfter mit der Mannschaft
- EM-Fünfter im Doppel
- Europacup-Finalist mit Zugbrücke Grenzau
- 25-facher Landesmeister (Rheinland, Rheinland-Pfalz, Hessen)